# Asiacornococcus japonicus
Asiacornococcus japonicus är en insektsart som först beskrevs av Kuwana 1902.  Asiacornococcus japonicus ingår i släktet Asiacornococcus och familjen filtsköldlöss. Inga underarter finns listade i Catalogue of Life.